# アナルブリーチング
アナルブリーチングとは、肛門まわりの皮膚のくすみをとる一種の医療である。肛門周辺の色のムラをなくすために行われる。
治療によっては技術者によって専門機関やサロンにて施術がなされ、また治療用のクリームも売られているため、プライバシーの守られた自宅の部屋にて治療することができる。

## 歴史
このトレンドを作り出したのはAV出演者やストリップダンサーたちである。彼らはアナルブリーチングによって、肛門周辺部にもムラのない肌をもつことができた。これを受けて世間では着実にブリーチングが広まっていった。特にヌードが広く認められている、ハリウッドのメインストリームとなった映画により、瞬く間に特定の地域圏で流行となった。
ウォーターシェッド（夜の9時。これ以降の時間には子どもにふさわしくない番組が放送されることがある）の時間帯にアナルブリーチングの人気が取り上げられても、メインストリームの規模では注目されなかったが、一連の出来事がブームを牽引することとなる。2000年代初頭には、比較的小さな水着やランジェリー、ヌード写真によって、ブラジリアンワックスが大変な人気を博した（今日では全てのモデルの陰毛がない）。そのことからブラジリアンワックスをする前には見えなかった、肛門とその他の皮膚の間にある色のムラを多くの人が恥ずかしいと思うようになり、解決策を求めるようになった。
近年では、肛門の脱毛と共にアナルブリーチングの施術を受ける男性、ウィル・ドレイクがホラードラマ『アメリカン・ホラー・ストーリー』に登場した。

## 方法
アナルブリーチングにはいくつかの方法があるが、最も一般的な方法はアナルブリーチングクリーム（ジェル）を使うことである。アナルブリーチングクリームは肛門にだけでなく、女性器や男性器にも併用可能なものも多い（ジェニタルブリーチング、ヴァージナルブリーチング、ペニスブリーチング）。なお、タイでは男性器のホワイトニングが人気である
。肛門や性器の色素沈着を徐々になくしていくのに安全で信頼の出来る方法である。
他によく行われる方法としてはレーザーによる治療もある。

## 参照
1. ↑  “「男性器の美白」が話題、ネットでは困惑の声も　タイ”. AFPBB News (2018年1月9日). 2018年2月8日閲覧。

## 関連事項
- 陰毛
- ブラジリアンビキニワックス脱毛
- 脱毛
- ワックス脱毛
- Tバック
- ビキニ
- マイクロビキニ